# Dwór „Ludwikówka” w Pszczynie

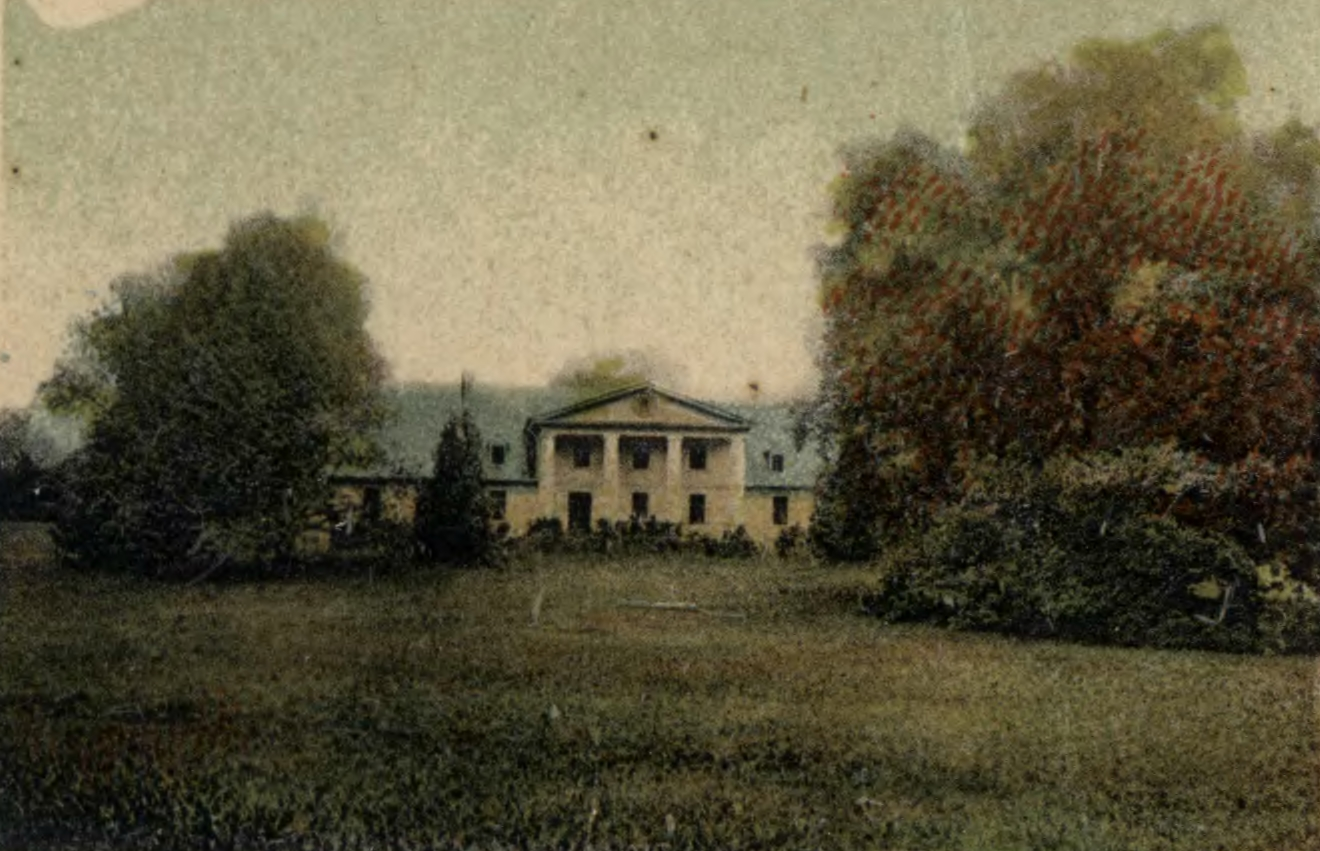
Ludwikówka przed 1905 r.

Dwór „Ludwikówka” (niem. tradycyjnie Schloss Ludwigswunsch) – zabytkowa budowla w typie okazałego dworu szlacheckiego, utrzymanego w stylu klasycystycznym, przy ul. Chopina w Pszczynie. Dawny dwór rezydencyjny książąt pszczyńskich, obecnie własność prywatna. Wpisany do rejestru zabytków byłego woj. katowickiego pod nr A/537/65 z datą 7 lutego 1966. Gruntownie restaurowany w latach 2008–2010.

## Położenie
Dwór znajduje się na północnym skraju dawnego parku angielskiego, otaczającego od XIX w. zamek w Pszczynie. Zbudowany na łagodnym stoku, stanowi północne zamknięcie głównej osi parkowej, której południowym wyznacznikiem jest wspomniany zamek. Wraz ze wzniesionymi w pobliżu budynkami gospodarczymi, tj. oficyną, budynkiem folwarcznym, stajnią i wozownią tworzył niegdyś odrębny zespół architektoniczny, połączony z pałacem wysadzaną drzewami aleją.

## Historia
Zbudowany ok. 1800 r. (1805?) według planów i pod nadzorem Wilhelma Puscha, nadwornego architekta władającej wówczas Pszczyną rodziny Anhalt-Köthen. Murowany na planie prostokąta, potynkowany. Parterowy z mieszkalnym poddaszem, podpiwniczony. Zwrócony frontem ku południowemu zachodowi. Elewacja frontowa dziewięcioosiowa, ze znacznie wysuniętym przed lico piętrowym portykiem, złożonym z czterech kolumn toskańskich, podtrzymujących trójkątny, spłaszczony przyczółek z żeliwnym kartuszem zawierającym herb Anhaltów. Poziom parteru pod portykiem tworzy wąski taras, na który prowadzą schody z obu boków. Elewacja tylna jedenastoosiowa. W jej centrum piętrowy, trójosiowy ryzalit, rozczłonkowany czterema wydatnymi pilastrami, zwieńczony kostkowym gzymsem i niskim, trójkątnym szczytem. Dach naczółkowy z nowszymi lukarnami, kryty pierwotnie łupkiem, później papą, obecnie ponownie pokryciem w formie płytek łupkowych. Układ wnętrz pierwotnie dwutraktowy, w późniejszym czasie przekształcony. W pokojach sufity z fasetami.
Nazwa związana jest z imieniem Ludwika Anhalta (1783–1841) – najmłodszego syna Fryderyka Erdmanna Anhalta, dla którego dwór został zbudowany (niem. Schloss Ludwigswunsch oznacza dokładnie "Pałac Życzenie Ludwika"). Do czasu objęcia władzy w utworzonym w 1825 r. Księstwie Pszczyńskim (tj. do 1830 r.) dwór był stałym miejscem zamieszkania Ludwika. Natomiast za czasów jego panowania w księstwie (1830–1841) „Ludwikówka” była najczęstszym miejscem jego pobytu i głównym ośrodkiem życia dworskiego w Pszczynie. Nieopodal poprowadzono później drogę konną – tzw. Reitweg – prowadzącą do innego obiektu „rekreacyjnego” pszczyńskich książąt – zameczku myśliwskiego w Promnicach.

## Przypisy

Herb Anhaltów